# アンゴル＝モア
アンゴル＝モアは、吉崎観音作の漫画『ケロロ軍曹』およびその関連作品に登場する架空のキャラクター。

## 人物
ケロン星と同盟関係にある惑星断罪の種族・アンゴル族の少女。
地球を破壊する命を受けて地球へとやって来たが、紆余曲折あってケロロ小隊のオペレーターとしての立ち位置にいる。
名前の表記は大方「アンゴル=モア」だが、書籍によっては「アンゴル・モア」と記載されているものもある。

### 原典について
名前は「ミシェル・ノストラダムス師の予言集」（百詩篇）に登場する「アンゴルモアの大王 (le grand Roi d'Angolmois) 」に因んでいる。
ノストラダムスの『予言集』（百詩篇集）第10巻72番の詩に記されていた「1999年の7の月に天から至る恐怖の大王」は、この作品では当初彼女のこととされていた。当時の日本における解釈例ではよく見られたように、件の詩に登場する本来は別人とされる「恐怖の大王」と「アンゴルモアの大王」が混同されていたのである。
この一連の事件は、第10巻72番の詩の2・3行目にある「天から至る恐怖の大王が、アンゴルモアの大王を蘇らせる」 (Du ciel Viendra un grand Roi d'effrayeur,Resusciter le grand Roi d'Angolmois) に忠実な事象であり、「恐怖の大王」はアンゴル＝モアでなくこの廃星だと解釈が変更されていて、本作においてはこの一連の出来事がノストラダムスの予言の真実であるとほのめかしている。

### 経歴
冬樹たちと初めて会ったときの年齢は地球暦換算で2000歳。
当初は「500年前の約束」に従って、上述したように地球を破壊することを優先で地球へと降り立ったのだが、地球が消滅することを恐れた夏美・冬樹・ケロロらによって諭されて地球破壊活動を一時休止することになり、以降はケロロのお世話をするという名目でケロロ小隊の本部機関のシステム管理をするオペレーター職に就くことになる。
年数においては原作では1999年7月・アニメでは2004年5月に降り立ったことになっており、アニメでは約5年のズレが生じている。このズレはアニメ内では地球に降り立つはずだった予定よりも500年早く到着してしまったため、地球の衛星軌道上で5年寝て過ごしていたとされているが、現実世界においてはギロロと登場順が前後したことによるものであり、ギロロ初登場からクルル初登場までの一部エピソードのストーリーの構成が原作・アニメで異なっている。
ケロロ小隊のオペレーターとなって以降は、原作第117話にて予言を成就できないことによるストレスから麻美（後述）のような性格にたびたび変貌し遂には衝動的に地球を破壊しそうになったため、アンゴルストーン内で眠りにつく。そのまま故郷に帰ることになるかと思われたが、クルルが彼女の身を案じて廃星登録済みの「フェアニウム鉱星」を地球への衝突コースに乗せたことで彼女は地球を救うために復活。廃星を破壊し、同時に衝動も解消された。
なお、彼女が降り立つ要因となった出来事はナムコ開発の格闘ゲーム『ソウルキャリバーIV』にて詳細が描かれており、ある地球人が残した預言書が正確かどうかを確かめるために彼女の従姉にあたる「アンゴル・フィア」が直接出向いてその戦いに加勢したということになっており、その後の判断を従妹にあたるモアに委ねたとされている。この出来事は本作品では「聖剣闘争」と称されており、約16世紀末の出来事という立ち位置に設定されている。

### 外見・服装
身長は155cm、体重は測定不能。ヒト型の八頭身体型をしている。
作中では基本的に原作初期の流行を反映した黄色いショートの髪（金髪にも見える）にしたガングロ女子高生の姿で登場するが、これは彼女が地球に来たときに最初に見かけた女子高生・天王寺麻美の姿が元で、彼女の「自分のためなら友達をも見捨てる」という勇気（アニメではこの理由が正反対になっている）に惹かれたことで姿をコピーしたもの。本来の姿は色白の素肌で、白っぽい髪のショート。また科学特捜隊やウルトラ警備隊の隊章の形をした★のピン留めをしている（麻美はこのピン留めがウルトラ警備隊の隊章の形になっている）。瞳の色は黄土色。
いつも緑に黄色の★がついたリストバンドをしている。これはケロロから貰ったもの。基本的には右手に装着しているが、原作では左手に付けているエピソードも存在する。
アニメではコスプレと水着以外の服装は基本的に1着のみで主要キャラクターの中で唯一、一年を通して衣替えしない（防寒具などを着ることはある）。
普段の姿（擬態中）はアニメにおいては段々と変化してきている。
1stシーズンは麻美コピー時の白いブラウスにベージュのベストを重ね着して、ルーズソックスを履いている。2nd - 4thシーズンの服装がセーラー服で、靴下は引き続きルーズソックス。超劇場版3、5thシーズン以降の現在では白いブラウスの上に紺色のベストを着て、赤いネクタイをつけている。靴下は紺のハイソックス。
4thシーズンまでは1年中冬場でも半袖だったが、5thシーズンからは長袖のブラウスも着るようになっている。食品の生産作業などの時は吉祥学園の生徒でもないのに同校の体操着をよく着用している。
その一方、原作ではジャージ・セーラー服などよりさまざまな服を着ている（ただし、学校の制服風なものが多い）。原作・アニメ共にイベントや作戦時にはバニーガールなどのコスプレをする。審判衣装と第二審判儀式装はOKAMAがデザインしたものである。
クルルによると、擬態状態の場合体力をかなり消耗するため、擬態状態だと一日平均約4時間しか活動できないらしい。

### 性格
擬態の元になった天王寺麻美は自分勝手で乱暴な性格にもかかわらず、空から落ちて頭を打ったため性格だけは逆転してしまった。クルルはこれを「カカロット症候群」と名付けた。アニメでは麻美の設定が異なり、表面的には周囲に対し乱暴に接していたが本心では素直な女の子だという性格がそのままコピーされた。
原作で使命を果たせずにストレスがたまった際（原作第117話より）やアニメで「アンゴル族特有の夢遊病」にかかった際は、麻美の乱暴な性格が一部出ていたこともある。麻美の性格が出た時のモアはケロロを「オッサン」呼ばわりし言葉遣いや扱いも乱暴になるが、彼が好きという点には変化が無いためややツンデレ気味となる。
「恐怖の大王」であることを除けば、どこにでもいそうな女の子。ただし素直で純粋無垢（擬態時も先のようにコピー元と逆＝素の性格がそのまま）で天真爛漫でありすぎる故に、かなりの天然ボケ。ただし、あまりにも素行や態度が悪い人間を見た時には、真剣に呆れたり激怒することもある。自分以外の誰かが地球を破壊しようとするとひどく動揺し怯える。ケロロが誤って衛星兵器のボタンに手をかけたときには「極悪非道」と呟いてへたりと座り込んでいた。

### 能力・戦闘力
- アンゴル族の究極奥義「黙示録撃（ハルマゲドン）」によって、惑星を破壊することができる。
  - ハルマゲドンは力加減を調整できる。通常は分数で調節するが、仮分数も設定可能。さらに数字を用いずに「死なない程度」などにもできる。
  - 惑星破壊は基本的にルシファースピアを打ち込んで行うが、隕石を落とすこともできる　これは途中で中止もできる（超劇場版より）。
  - アンゴル族の能力として罪と罰を数値化することができ、それによって罪に与えられる罰の量を決める（罪は「アン」、罰は「ゴル」とルビが振られている）。もっとも、モアは資格を持っておらずあくまで真似事であるらしいが、それでもかなり体力を消耗する。しかしモアによると両親はこの資格を持っており、日々裁いているらしい。
- 宇宙空間でも活動可能で、擬態解除時には寒さや水圧にも耐えられる。さらにルシファースピアに乗って空を飛ぶこともできる。
- 弱点はアンゴルストーンで、これがあると活動を封じられてしまう。また、鬼娘専用変身銃や五月式エネルギーをはじめとした神経系・変身系の兵器全般に弱く、先制の一撃を受けて戦闘不能に陥ることも珍しくない。
- 運動神経に関しては不明な点が多い。ドライビングテクニックはかなりある様子。少なくとも片方の先端に「無数のクレーターの開いた小惑星」状の重りがついたルシファースピアを通常のバトンであるかのように軽々と振り回すだけの腕力はある。
- 全登場キャラクター中最強の攻撃力を持つモアであるが、その武器であるルシファースピアを自衛のために使うことはほとんどない。ケロロが絡まない限り、自分自身がどれだけ窮地に立たされようがルシファースピアで身を守ることには思い至らない。
- 他方、ケロロが絡んだ場合には、ルシファースピアを文字通り「武器」として用いる場面もある。キルルを一瞬で消滅させたメールの攻撃を1/1で相殺（超劇場版2）するなど、その威力はさすがに「恐怖の大王」に相応しい。大半が「専守防衛」目的ではあるが、アニメ第102話ではガルル中尉に対して1/10という「明確に殺意を伴った」攻撃を仕掛けたこともある（ガルル小隊がアンゴルストーンを携帯していたため未遂に終わった）。
- クルルの電子工作の助手が務まるほどの頭脳を有する。また高校生の麻美の家庭教師も務め、麻美を大学合格へと導いた（アニメ356話）。ケロン軍に正式に所属はしていないが、ケロン人とアンゴル族が同盟関係にあることもあり、軍の協力者として尊重されるべき立場にあり（第102話）、小隊では主にクルルのサポートやオペレーターの役割を担う。また、ケロロの助手として作戦会議の司会進行を務めることもある。逆に、その絶大な攻撃力にもかかわらず戦闘要員として認識されていない面があり、負傷者の救護や情報操作といった後方支援に回ることが多い。ギロロやタママが未確認の侵入者に撃破されたとケロロが誤認したときも、彼女が迎撃に回ったのは最後であった。

#### ルシファースピア
モアが惑星を破壊する時に使う惑星破壊用の神器。片方の先端には隕石のようなものが付いている（反対側は三日月）。神器で黙示録撃を起こすことができ、破壊力も無段階に調整できる。前述したとおりまたがって空を飛ぶことも可能である。原作では母・アンゴル＝ティアや従姉・アンゴル＝フィアもルシファースピアを持っているが、それぞれ素材が異なり、モアの場合はチタニウム製。
アニメでは全体が金あるいは黄色系の色をしており、普段は地球人が使用するのと同様な二つ折り型の携帯電話（外装はカメラ機能付とみられる金色あるいは黄色系）の形状で、コード「19997（1999年7の月）」と入力した後にモアが呪文を唱えると惑星破壊用の神器へ変形する。変形時には全体が発光して空中に浮遊し、質量・容量などの地球上での物理的法則の常識を完全無視した変化をみせる。モアが地球を破壊しようとした時には、隕石状の先端を杵突きの要領で地面に何度も叩きつけることにより（外見ではさほど力を入れずに地面を叩いているようにしかみえないが）、地殻構造に強力な振動を起こして地球を真っ二つにする能力を発揮した（なお、地球の破壊行動自体は100％遂行に至る寸前で中止）。
モア星にいるモア父との星間通話も可能の通信能力があるうえ、電話なのに受け手をスピアでつつくことができる。
アニメでのスピア使用時のBGMは、『ケロロ軍曹 オリジナルサウンドケロック2』トラック10に収録されている「2004MN4」の一部（基本的に調が変えられている）。

### 人物関係
ケロロに対しては「おじさま」と呼んで慕い、普段は彼のお世話をしている。ケロロとの出会いは明確には判明していないが、アニメでは幼い頃に捕われの身だった所にケロロが助けに来たことで彼に好意を持ったとされている。また小さいころは一緒に遊んでくれたこともあったらしい。
ケロロのことが好きなため、基本的な行動はすべて彼中心であり、アニメ第106話Bパートの彼女が記した自身のプロフィール用紙にも（名前を除く）すべての項目に「オジサマ」と記入しているほどである。また眠る時はケロロの人形を抱いて眠る。
純粋無垢ゆえにケロロの言葉を何でも鵜呑みにしてしまうことも多く、アニメ第63話Bパートではケロロが自身の父親に対してその場の勢いで夏美を婚約者だと紹介したのを聞いてしまい、それにショックを受けて涙を流しさらに自暴自棄になって「黙示録撃（ハルマゲドン）」100/1（つまり百倍）の力で日向家もろとも全てを吹き飛ばそうとしたことがあった。
彼女にとっての一番の不幸はケロロが不幸になることらしく、本人いわく「おじさま（ケロロ）を失うくらいなら、死んだ方がマシ」とのこと。ケロロにひどいことをした者に対する報復攻撃をすることがあり、原作第117話でモアの性格が反対になったときは、夏美がケロロに突っかかるのに対し、「オッサンの悪口言うの、そのくらいにしときなよ?」「あんまりオッサンのこと、いじめんなよ?こんなんでも一応私の大切な奴なんだからさ」と睨み付けた場面もある。PS2の『ケロロ軍曹 メロメロバトルロイヤル』ではケロロをいじめた夏美たちに対しケロロの仇を取るというストーリーも存在する。またケロロが謎の病気にかかって倒れた時は、第二審判儀式装から繰り出される「外典・黙示録撃（アポクリフ・ハルマゲドン）」により周囲を巻き込んだ壮絶な自殺を遂げようとした（結局はドロロに止められている）。しかし、アニメ第23話のケロボールの誤動作によって無数の複製ケロロが出現した時は「おじさまがいっぱい」と言って小躍りをしながら何の疑念も持たずに喜び、そして複製版についていないケロンスターを理由にオリジナルのケロロを真っ先に偽者と断定した。
ただし、アニメ第212話Aパートでケロロが夏美の写真にいたずら書きをしたことを隠すためにケロロがそれを「大切な写真」と言ってしまったせいで彼に対して本心から「ボケガエル」と言ってしまったり、第185話Bパートでクルルの発明品を用いたタママに操られる形でボケガエルと呼んでおり、その際に麻美の性格が発現してケロロを罵倒しながら絞め技をかけていたりとケロロをごく稀に見捨ててしまうこともある。
彼女にとって「隊長＝おじさま」の認識があるらしく、タママが手違いから隊長になったときは気が動転するということもあった。
夏美に対してはケロロと同じぐらい夏美のことを慕っている。縁日の会場で彼女とケロロが喧嘩を始めた時には立場を決めかねていたが、林檎飴1個でたやすく夏美に買収されている。
タママに対しては常日頃から対等な関係で接しているが、タママはケロロに好意を抱いているモアに嫉妬しており、常に突き放すような態度で接されている。呼び方は「タママさん」が基本だが、たまに「タマちゃん」と呼ぶことがある。タママからは「あの女」もしくは「あのアマ」と認識されており、呼ぶ場合においても名前で呼ばれることは皆無に等しいが、原作では一度だけ「モア」と呼ぶエピソードがある。
クルルに対しては優れた頭脳と冷静さ・そして異様にねじくれた根性・陰湿で陰鬱な性格を持つために常に不思議がることがあり、クルルはその純粋さを苦手としている。素直すぎる彼女とクルルの関係は原作でも「光と影」と認識されており、一緒にいるとクルルの方が怖気づいてしまう話も多い。しかし対極の存在であるがゆえにクルルがモアに対して特別な感情を持っているのは事実であり、原作の117話でモアが「衝動」を抑えきれなくなって自ら望んで封印されたときはフェアニウム鉱星跡地（廃星登録済み）の軌道を変え、地球に落下させる」という彼にしか思いつかないような、そしてモアにしか解決できない状況をセッティングすることでモアを助けていた。また、クルルの電子工作のサポートも率先して行うなど、基本的にクルルとの関係も良好である。

### 話し言葉の特徴
一人称は主に「私」、アニメでは「モア」と言う時もある。普段は丁寧な敬語口調で、基本的にケロロ以外の人物は「さん」付けで呼ぶ。しかし、ごく稀に擬態した麻美と同様の乱暴な口調になることがある。
「てゆーか油断大敵?」のように、セリフの最後に四字熟語をつける口癖がある。この語尾は「てゆーか四文字熟語？」など四文字でない熟語や、「てゆーかグループサウンズ？」のようにそもそも熟語ですらない場合もある。この設定を加えた理由として作者の吉崎によると「『外観で判断できない』を煮詰めた結果、四文字熟語語尾になった」という。

## コスプレ・変身
第二審判儀式装
通常の衣装の進化版。装飾が増え、露出度が上がり、髪の毛も通常より長くなる。さらにルシファースピアもデザインが変わる。
この儀式装時は黙示録撃から外典・黙示録撃（アポクリフ・ハルマゲドン）に進化する。弾性波動（地震現象）を起こさずに惑星を破壊できる。
アニメでは第247話で初登場した。原作とは衣装のデザインが若干異なっている。
原作ではケロロが夏バテに倒れた時に駆けつけ、自暴自棄的な気持ちになって全て破壊しようとこの姿に変身した。滅多なことがない限りこの姿になることは無い。
海原モア
アニメ独自の設定。お笑い軍団「ハルマゲドン」のメンバーとして登場したモア。青空ケロ子（ケロロ）の相方として初登場する。後に新規メンバーに南極タマ江（タママ）とククルス・ドアン（レオニード・アルモドバル）（ギロロ）が加わって相方という立場が有耶無耶な状態となり、そのメンバーの一人となっている。
不思議の国のアリス
アニメ第87話Bパートで、ジュリー人が地球に審判を下す基準に彼女を使った際この姿になった。モアの世界に登場したキャラクターたちの人物関係は現実世界を完璧に模倣した物であり、彼女の人間観察力の高さがうかがえる。
プリンセス＝モア
『超劇場版ケロロ軍曹2 深海のプリンセスであります!』においてケロロが開催したプリンセスコンテストでプリンセスの衣装を身につけたモア。
「現代の渋谷系女子高生プリンセス」というコンセプトであるため、プリンセスというより単なる女子高生の衣装で紺のハイソックスを履いている。
このコスプレは「増刊エースアサルト 2007SUMMER」の表紙にも起用されている。超劇場版3にも登場した。